# Алем Тоскић
Алем Тоскић (Прибој, 12. јануар 1982) је бивши српски рукометаш. Играо је на позицији пивотмена.

## Каријера
Тоскић је каријеру почео у РК Прибој (тада под именом Епоксид) након чега је играо за Фиделинку и Партизан. Каријеру је 2005. наставио у Загребу, са којим је 2006. и 2007. био шампион Хрватске и победник Купа. Са овим клубовима играо је у ЕХФ купу (2009/10), Купу победника купова (2004/05, 2006/07) и у Лиги шампиона (2005/06, 2006/07, 2007/08, 2008/09, 2009/10). Од 2007. до 2013. године наступао је за Цеље и са њима био шампион Словеније у 2008. и 2010. години, као и победник Купа 2010, 2012. и 2013. године. У лето 2013. године, преселио се у Вардар, са којим је освојио шампионат Македоније 2015. и 2016. године, македонски куп 2014, 2015. и 2016. као и СЕХА лигу 2014. године. Након Вардара две сезоне је играо за Горење из Велења. Последњи клуб у коме је наступао је мађарски Чурго, а у том клубу је почео и тренерску каријеру у октобру 2019. године.
Тоскић је био дугогодишњи члан репрезентације Србије. Освојио је сребрну медаљу на Европском првенству 2012. године у Србији.